# Zhong Yao
En aquest nom xinès, el cognom és Zhong.
Zhong Yao (151–230) fou un cal·lígraf i polític xinès de Cao Wei durant els períodes de la tardana dinastia Han Oriental i els Tres Regnes de la història xinesa. Va nàixer en l'actual Xuchang, Henan; fou gran administrador de Chang'an.
Després de la mort de Cao Pi i l'ascensió al tron de Cao Rui, Zhong Yao fou nomenat gran tutor de Wei en el 226. Com a deixeble de Cai Yong, un famós cal·lígraf, ell també va contribuir al desenvolupament de l'escriptura estàndard (kaishu), i és conegut com el "pare de l'escriptura estàndard". Els seus treballs més famosos són el Xuānshì Biǎo (宣示表), el Jiànjìzhí Biǎo (薦季直表), i el Lìmìng Biǎo (力命表), el qual va sobreviure en còpies manuscrites, incloent-n'hi una de Wang Xizhi. Qiú Xīguī (2000, p. 143) descriu l'escriptura del Xuānshì Biǎo de Zhong com:
"…clarament provinent de la matriu del primer període de l'escriptura semicursiva. Si s'escrigués la varietat escrita i ordenada dels inicis de l'escriptura semicursiva d'una manera més digna i s'hi utilitzés constantment la tècnica de la pausa (dùn 頓, usada per a reforçar el principi o el final d'una pinzellada) en acabar els traços horitzontals, una pràctica que ja apareix en els inicis de l'escriptura semicursiva, i a més es fes el traç caient cap a la dreta amb peu gruix, el resultat seria un estil de cal·ligrafia com el del “Xuān shì Biǎo"".
El fill de Zhong Yao, Zhong Hui, fou també cal·lígraf i un general de Cao Wei, que va conquerir Shu Han juntament amb Deng Ai.

## Família
- Fill: Zhong Hui.

## Anotacions
1. ↑  El nom és també de vegades traduït com Zhōng Yóu en pinyin, perquè el 2n caràcter ha tingut històricament diverses pronunciacions. En la traducció a l'anglès de Norman & Mattos del Qiu Xigui (2000), per exemple, és donat Zhōng Yóu. Això no obstant, segons l'entrada del caràcter a l'Hanyu Da Zidian (pàg.1.436), aquest és pronunciat yáo en noms, i això dona suport a l'entrada Wiki de Zhong Yao.
2. ↑  De Crespigny, pàg. 1.134.